# Arundinella intricata
Arundinella intricata är en gräsart som beskrevs av Dorothy Kate Hughes. Arundinella intricata ingår i släktet Arundinella och familjen gräs. Inga underarter finns listade i Catalogue of Life.